# Войцехув (Олеський повіт)
Войцехув (пол. Wojciechów) — село в Польщі, у гміні Олесно Олеського повіту Опольського воєводства.
Населення — 872 особи (2011).
У 1975-1998 роках село належало до Ченстоховського воєводства.

## Демографія
Демографічна структура станом на 31 березня 2011 року:
|          | Загалом | Допрацездатний вік | Працездатний вік | Постпрацездатний вік |
| -------- | ------- | ------------------ | ---------------- | -------------------- |
| Чоловіки | 409     | 67                 | 291              | 51                   |
| Жінки    | 463     | 87                 | 285              | 91                   |
| Разом    | 872     | 154                | 576              | 142                  |